# MTV Video Music Award – teledysk alternatywny
Poniższa lista przedstawia kolejnych zwycięzców nagrody MTV Video Music Awards w kategorii Best Alternative Video. Nagrodę w tej kategorii przyznawano w latach 1991–1998.
| Rok  | Wykonawca         | Wideo                             |
| ---- | ----------------- | --------------------------------- |
| 1991 | Jane’s Addiction  | Been Caught Stealing              |
| 1992 | Nirvana           | Smells Like Teen Spirit           |
| 1993 | Nirvana           | In Bloom                          |
| 1994 | Nirvana           | Heart-Shaped Box                  |
| 1995 | Weezer            | Buddy Holly                       |
| 1996 | Smashing Pumpkins | 1979                              |
| 1997 | Sublime           | What I Got                        |
| 1998 | Green Day         | Good Riddance (Time of Your Life) |